# Espiègle (1916)
Espiègle – francuskie awizo (kanonierka do zwalczania okrętów podwodnych) z okresu I wojny światowej i dwudziestolecia międzywojennego, jeden z 23 zbudowanych okrętów typu Ardent. Jednostka została zwodowana w 1916 roku w stoczni Arsenal de Rochefort w Rochefort i w tym samym roku wcielono ją do służby w Marine nationale. Okręt został skreślony z listy floty w 1920 roku.

## Projekt i budowa
Awiza typu Ardent (klasyfikowane też jako kanonierki do zwalczania okrętów podwodnych) zostały zamówione na podstawie wojennego programu rozbudowy floty francuskiej z 1916 i 1917 roku. Okręty były w zasadzie identyczne z awizami typu Friponne, różniąc się głównie rodzajem siłowni: jednostki typu Ardent wyposażono w maszyny parowe (w wielu przypadkach zdemontowanych z wycofanych ze służby torpedowców), a na kanonierkach typu Friponne zastosowano silniki wysokoprężne. Wszystkie miały kliprowe dzioby, różniąc się kształtem nadbudówek i wyposażeniem.
„Espiègle” zbudowany został w stoczni Arsenal de Rochefort . Stępkę okrętu położono w 1916 roku i w tym samym roku został zwodowany .

## Dane taktyczno-techniczne
Okręt był kanonierką przeznaczoną do zwalczania okrętów podwodnych (we Francji klasyfikowaną jako awizo 2. klasy) . Długość całkowita kadłuba wynosiła 60,2 metra, szerokość 7,2 metra i zanurzenie 2,9 metra. Wyporność normalna wynosiła 266 ton, a pełna 400 ton . Okręt napędzany był przez pionową maszynę parową potrójnego rozprężania o mocy 1200–1500 KM, poruszająca jedną śrubą. Parę dostarczały dwa opalane węglem kotły systemu du Temple lub Normand . Maksymalna prędkość okrętu wynosiła od 14 do 17 węzłów. Okręt zabierał 85 ton paliwa, co pozwalało osiągnąć zasięg wynoszący 2000 Mm przy prędkości 10 węzłów .
Uzbrojenie kanonierki składało się z dwóch pojedynczych dział kalibru 100 mm M1897 L/45 i dwóch zrzutni bomb głębinowych .
Załoga okrętu liczyła 55 oficerów, podoficerów i marynarzy.

## Służba
„Espiègle” został wcielony do służby w Marine nationale w 1916 roku . Kanonierka służyła podczas wojny w Zatoce Biskajskiej i na Morzu Śródziemnym. Między 1918 a 1920 rokiem jednostkę przebudowano na trałowiec, dodając do wyposażenia trał mechaniczny . Okręt został wycofany ze służby w 1920 roku .